# Boots Douglas
Clifford „Boots“ Douglas (* möglicherweise am 7. September 1908 in Temple (Texas); † unbekannt) war ein amerikanischer Jazzmusiker (Schlagzeug) und Bandleader, der in den 1930er-Jahren mit einer Territory Band in Texas tourte und in dieser Zeit gemeinsam mit der Band von Don Albert zu den populärsten Bands der Swingszene von San Antonio gehörte.

## Leben und Wirken
Douglas begann mit 15 Jahren Schlagzeug zu spielen. Zunächst arbeitete er im mittleren Texas, bevor er nach San Antonio zog, wo er in der dortigen Jazzszene aktiv war. Er begleitete Millard McNeal's Southern Melody Boys und gründete nach seiner ersten eigenen Show 1926 im Turner’s Park, San Antonio 1932 seine eigene Band, Boots and His Buddies, die einen eklektischen Stil pflegte und erfolgreich bis in die Staaten rund um Texas auf Tourneen ging.  1935 erhielt Douglas mit seiner Band die Möglichkeit, für Bluebird Records aufzunehmen; es entstanden zwischen 1935 and 1938 insgesamt 42 Plattenseiten, darunter die Songs „Ain’t Misbehavin’“ und „Blues of Avalon“. Um 1935 spielte Lloyd Glenn bei Douglas, 1937/38 der Posaunist George Corley.
Nachdem die Band in den 1930er-Jahren den Höhepunkt ihres Erfolgs erreicht hatte, ließ deren Popularität in den folgenden Jahren nach. 1950 verließ Douglas die Band und zog nach Los Angeles, wo er fortan als Teilzeitmusiker arbeitete; im Hauptberuf war er in der Bezirksverwaltung tätig. Im Bereich des Jazz war er zwischen 1935 und 1938 an sechs Aufnahmesessions beteiligt.

## Würdigung
Nach Ansicht von Ross Russell fehlten Boots and His Buddies „Kohäsion und Originalität von späteren Bands, wie denen von Bennie Moten oder Count Basie. Sie spielte häufig falsch und die Soli waren von geringer Qualität.“ Thomas J. Hennessey konstatiert, dass einige ihrer aufgenommenen Titel in der südwestlichen Territoy-Tradition stünden, anderer wiederum jeden landesweit existierenden Stil imitieren würden. Damit zeigte sich, wie sehr sich nach 1929 die Territory Bands mit der Dominanz nationaler Bands und dem Geschmack ihres eigenen regionalen Publikums abmühten.
Gunther Schuller zählt die frühen Veröffentlichungen zu ihren besseren Aufnahmen; „Douglas scheint ein wirklich fähiger Schlagzeuger zu sein - eine Art westlicher Chick Webb - der seine Band musikalisch trägt und antreibt und damit guten Swing und scharf ausbalanciertes Ensemblespiel generiert. Andererseits ist es schwer auszuhalten, rhythmisch lustlose Arbeit in einigen Aufnahmen zu hören wie The Vamp, Sleepy Gal, Coquette und sogar in Blues of Avalon, nicht zu reden von späteren Aufnahmen wie The Raggle Taggle, Lonely Moments, Lonesome Road Stomp. Es ist so, als ob er der Band folgt statt sie zu führen.“

## Diskographische Hinweise
- Boots & His Buddies 1935–1937 (Classics)

## Lexikalische Einträge
- John Chilton, Who's Who of Jazz: From Storyville to Swing Street. London: Bloomsbury Book Shop, 1970; American ed., New York and Philadelphia: Chilton, 1972; 4th ed., New York: Da Capo Press, 1985.
- Dave Oliphant, Texan Jazz. Austin: University of Texas Press, 1996.
- Gunther Schuller, The Swing Era: The Development of Jazz, 1930–1945. New York: Oxford University Press, 1989.